# Orizona
Orizona este un oraș în Goiás (GO), Brazilia.